# Formueret
Formueret betegner den juridiske disciplin, som regulerer de rettigheder hhv. pligter, som knyttes til det at disponere over en formue.
Sammen med familie- og arveret udgør formueret den juridiske kategori privatret.

## Formueretlige underdiscipliner
Formueret opdeles i en lang række underdiscipliner. Af disse underdiscipliner er erstatningsretten uden for kontraktforhold. Mens tre andre underdiscipliner, obligationsret samt tingsret og ejendomsret og også immaterielret, er inden for kontraktforhold.
Af formuerettens øvrige underdisciplinerne kan nævnes aftaleret, arbejdsret og selskabsret; foruden kontraktret, erstatningsret og køberet. Forsikringsret er også en formueretlig underdisciplin.

### Andre kompedier
- Torsten Iversen (red.) (2019): Formueretlige emner. 9. udgave. Djøf Forlag. ISBN 978-87-574-4385-1
- Henrik Kure (2015): Formueret kompendium. 2. udgave. Karnov Group. ISBN 978-87-6193-746-9
- Sebina Harder & Sofie Jensen (2011): Kompendium i formueret I – erstatningsret, aftaleret, køberet og tingsret. 2. udgave. Kompendieforlaget Aspiri. ISBN 978-87-9267-824-9
- Kristian Klausen & Marcel Worm & Sofie-Amalie Brandi (2011): Kompendium i formueret II. Kompendieforlaget Aspiri. ISBN 978-87-9267-814-0
- Morten Frank (2009): Kompendium i formueret III – kreditorforfølgning. SL forlagene. ISBN 978-87-7071-020-6
- Daniel H. Nielsen & Søren Jacobsen (2010): Kompendium i formueret IV. Kompendieforlaget Aspiri. ISBN 978-87-9267-806-5